# Newcastle Ridge
Newcastle Ridge är en ås i Kanada.   Den ligger i provinsen British Columbia, i den sydvästra delen av landet, 3 700 km väster om huvudstaden Ottawa.
I omgivningarna runt Newcastle Ridge växer i huvudsak barrskog. Trakten runt Newcastle Ridge är nära nog obefolkad, med mindre än två invånare per kvadratkilometer.